# Сьвеліно
Сьвеліно (пол. Świelino) — село в Польщі, у гміні Боболиці Кошалінського повіту Західнопоморського воєводства.